# Ванин, Сергей Сергеевич (конструктор)
Сергей Сергеевич Ванин (1927—2010) — советский инженер-конструктор в области создания ракетно-космической техники, руководитель ракетно-космической отрасли, участник создания космического корабля-спутника «Восток» и осуществление первого в мире полета этого корабля с человеком на борту (1961). Заместитель министра общего машиностроения СССР по наземным ракетно-космическим комплексам (1979—1991). Почётный член Российской академии космонавтики имени К. Э. Циолковского (1992). Лауреат Государственной премии СССР (1972) и Ленинской премии (1986).

## Биография
Родился 29 декабря 1927 года в Москве.

### Образование и начальная деятельность
С 1948 по 1953 год обучался в Московском автомеханическом институте по окончании которого получил специальность инженера-механика, и с 1953 по 1955 год на научно-исследовательской работе в этом институте в должности заведующего Лаборатории
теплотехники и гидравлики.

### В КБТМ МОМ СССР и участие в создании ракетно-космической техники
С 1955 по 1974 год на научно-исследовательской работе в Государственном Союзном конструкторском бюро (ГСКБ) Министерства строительного и дорожного машиностроения СССР (с 1958 года — Государственное Союзное конструкторское бюро дорожного машиностроения Государственного комитета Совета Министров СССР по оборонной технике, с 1967 года — Конструкторское бюро транспортного машиностроения Министерства общего машиностроения СССР, с 1994 года входит в Центре эксплуатации объектов наземной космической инфраструктуры) в должностях: инженер, старший инженер и ведущий инженер, заместитель начальника отдела и заместитель главного конструктора КБТМ МОМ СССР, занимался работами в области создания технических и стартовых ракетно-космических комплексов.
С. С. Ванин участвовал в разработке и создании автозаправщиков топливных компонентов ракетных систем, в том числе для стационарной зенитно-ракетной системы «С-25», созданной в СССР для обороны Москвы от средств воздушного нападения и  подвижного зенитного ракетного комплекса «С-75». С. С. Ванин занимался созданием технического оборудования (заправочного, грузозахватного, ангароскладского, транспортного и стыковочно-изотермического) для  жидкостной одноступенчатой баллистической ракеты «Р-11» и «Р-11ФМ», для  подвижного грунтового ракетного комплекса стратегического назначения «Темп-2С», «РСД-10», жидкостной баллистической ракеты  «Р-17», ракетных комплексов «Тополь» и «Тополь-М», жидкостной одноступенчатой баллистической ракеты подводных лодок «Р-21», «Р-27» и «Р-29», противокорабельной ракеты «П-35». С. С. Ванин в рамках космической программы занимался созданием технического оборудования для космического аппарата «Радуга» и в 1961 году участвовал в создании космического корабля-спутника «Восток» и в осуществлении первого в мире полета этого корабля с Ю. А. Гагариным на борту, за создание этого корабля был награждён Орденом Трудового Красного Знамени. С. С. Ванин был участником разработки, создания и
эксплуатации наземного оборудования для ракет-носителей созданных на базе межконтинентальной баллистической ракеты «Р-7» и космической программы многоразовой транспортной космической системы «Энергия — Буран».
4 ноября 1972 года «закрытым» Постановлением ЦК КПСС и СМ СССР «За создание ракеты-носителя космического назначения лёгкого класса "Космос-3М"» С. С. Ванин был удостоен Государственной премии СССР.

### На руководящих должностях вМинистерстве общего машиностроения СССР
С 1974 по 1979 год — начальник Главного управления наземного и стартового
оборудования ракетно-космических комплексов. С 1979 по 1991 год — заместитель министра общего машиностроения СССР по наземным ракетно-космическим комплексам. 
С. С. Ванин являлся руководителем группы подготовки наземного и стартового
оборудования и входил в состав Государственной комиссии по испытаниям и пуску ракеты-носителя сверхтяжёлого класса «Энергия» и  орбитального корабля-ракетоплана многоразовой транспортной космической системы «Буран» созданных в рамках космической программы «Энергия — Буран».

### Дальнейшая деятельность
С 1991 по 2010 год на научно-исследовательской работе в Конструкторском бюро «Мотор» в должности помощника генерального конструктора этого КБ.

### Смерть
Скончался 2 декабря 2010 года в Москве, похоронен на Введенском кладбище.

## Награды
- Орден Ленина
- Орден Октябрьской революции
- Орден Трудового Красного Знамени (№ 253/34 от 17.06.1961 — «За успешное выполнение специального задания Советского Правительства по созданию образцов ракетной техники, космического корабля-спутника "Восток" и осуществление первого в мире полета этого корабля с человеком на борту»)
- Медаль «За трудовую доблесть» (№ 207/24 от 25.07.1958 — «За успешное выполнение задания Советского Правительства по созданию специальной техники (за создание системы С-75)»)

### Премии
- Ленинская премия (9.04.1986 — «За создание системы боевого автоматического управления массированным ответным ядерным ударом "Периметр"»)
- Государственная премия СССР (4.11.1972 — «За создание ракеты-носителя космического назначения лёгкого класса "Космос-3М"»)[1][1][2]